# Die Kommissarin (Film)
Die Kommissarin (russisch Комиссар, Komissar) ist ein Spielfilm aus dem Jahr 1967 von Alexander Askoldow nach Motiven der Erzählung In der Stadt Berditschew (russ. В городе Бердичеве) von Wassili Grossman.
Der von der sowjetischen Filmzensur direkt nach der Fertigstellung verbotene Film wurde im Anschluss an die internationale Erstaufführung bei der Berlinale 1988 als Meisterwerk weltweit bewundert.

## Handlung
Askoldows Film erzählt eine Episode aus dem Russischen Bürgerkrieg: Klawdia Wawilowa, eine Politkommissarin der revolutionären Roten Armee, muss dem Kommandeur ihres Regiments gestehen, dass sie schwanger ist und dass die Geburt kurz bevorsteht. Sie wird in der soeben besetzten kleinen Stadt im Haus des jüdischen Kesselflickers Jefim Magasanik und seiner vielköpfigen Familie einquartiert und muss zurückbleiben, als sich ihr Regiment vor heranrückenden gegnerischen Einheiten zurückzieht.
Die Magasaniks haben sich trotz bedrückender Armut und unter ständiger Bedrohung durch die antisemitischen Pogrome der Bürgerkriegszeit eine natürliche Menschlichkeit bewahrt. Die Anteilnahme an ihrem Schicksal und die ehrliche Sorge der jüdischen Familie um ihr Wohlergehen lässt die Kommissarin für kurze Zeit ihre Rolle als harte Politoffizierin vergessen, sie wird nach und nach zum Familienmitglied. Die Kommissarin verliert ihr militärisches Erscheinungsbild, trägt nun ein Kleid, ist unbewaffnet, sie teilt das karge Leben mit ihren unfreiwilligen Gastgebern, kleine Freuden ebenso wie die Furcht der Zivilisten vor den immer gegenwärtigen Kriegsgefahren. Während der schwierigen Geburt durchleidet die Kommissarin, halb bewusstlos vor Schmerzen, in alptraumartigen, surrealistischen Erinnerungsfetzen erneut die brutale Gewalt des Krieges und den Tod ihres Geliebten mit seiner gesamten Einheit.
Kurz nach der Geburt ihres Sohnes muss sich ihr Regiment endgültig zurückziehen vor einer Übermacht der Weißen Armee; Klawdia Wawilowa bleibt zunächst bei der jüdischen Familie. Als das Getöse der Kanonen näher rückt, ziehen sich alle in den Keller zurück. Jefim gelingt es, die Angst der Kinder mit einem gemeinsamen Tanz zu überspielen – in der Phantasie der Kommissarin kippt dieser Tanz aber um in eine Schreckensvision von der Vernichtung der ukrainischen Juden im Zweiten Weltkrieg: In einer großen Gruppe von Juden marschiert auch die Familie Magasanik mit dem gelben Stern an den Mänteln in die „Ghettos“ der Nationalsozialisten.
Am frühen nächsten Morgen verlässt die Kommissarin ohne Abschied den Keller, stillt ihr Kind ein letztes Mal, lässt es im Haus der Juden zurück und schließt sich ihrem Regiment wieder an.

## Kritik
„In faszinierenden Bildkompositionen und Metaphern lotet der Film den Konflikt zwischen inhumaner Kaderpolitik und unverbrüchlicher Menschenwürde aus. An Hand der historischen Situation entsteht ein zeitloses Plädoyer für die moralische Kraft eines human geprägten Lebens, zudem eine eindrucksvolle Sympathieerklärung für jüdisches Lebensverständnis und jüdische Kultur.“

## Besonderheiten
Der künstlerische Schwerpunkt des Filmes liegt nicht auf einer spannungsreichen Handlung, sondern auf dem spannungsgeladenen Verhältnis der russischen Bevölkerung zur jüdischen Minderheit und der von der Schauspielerin Nonna Mordjukowa in der Rolle der Kommissarin Klawdia Wawilowa eindrucksvoll dargestellten, inneren Wandlung. Hierbei arbeitet der Regisseur Alexander Askoldow nicht nur mit realen Bildern, sondern flicht auch Traumsequenzen und Fantasien ein, welche dem Film eine geistige Ebene erschließen, die ihm 1988 den Silbernen Bären eingebracht hat.
„Die Kommissarin“ durfte in der Sowjetunion zunächst nicht gezeigt werden. Die Uraufführung konnte erst zur Zeit der Perestroika am 11. Juli 1987 auf dem 15. Internationalen Filmfestival Moskau stattfinden. Im Ausland wurde der Film erstmals 1988 auf der Berlinale präsentiert, wo er mit dem Silbernen Bären (in der Kategorie „Spezialpreis der Jury“) ausgezeichnet wurde.